# Ɔ
« O ouvert » redirige ici. Ne pas confondre avec Ↄ ni Ↄ (chiffre romain).
Ne doit pas être confondu avec la partie de certains chiffres romains Ↄ ; ni avec la lettre antisigma ou c inversum : Ↄ.
Cette page contient des caractères spéciaux ou non latins. S’ils s’affichent mal (▯, ?, etc.), consultez la page d’aide Unicode.
Ɔ (minuscule ɔ), appelée o ouvert (du nom du phonème qu'elle représente dans l'alphabet phonétique international) ou c culbuté, est une lettre additionnelle utilisée comme voyelle dans certaines langues africaines d’Afrique de l’Ouest (le bambara, l’ewe, l’ikposso, le kakabé, le saxwe, le yala, le yoruba du Bénin, etc.) ou d’Afrique centrale (le lingala, le lomongo, mangbetu, etc.), et dans l’écriture de certaines langues amérindiennes comme l’atsina aux États-Unis, le comox au Canada ou le hupda en Colombie. Elle a aussi été utilisée comme consonne dans l’écriture des langues mayas du XVIIe au XXe siècle.
En danois, norvégien, suédois et anciennement islandais, cette lettre, ou cette lettre suivie d’un deux-points, est utilisé comme symbole explicatif, c’est-à-dire indiquant une note explicative.

## Utilisation

### Alphabet phonotypique

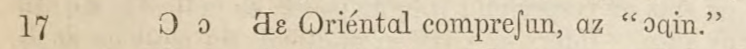
Description de la c culbuté par Ellis en 1848, en anglais écrit avec l’alphabet phonotypique.

En 1845, Isaac Pitman et Alexander John Ellis utilise le c culbuté ‹ ɔ › dans l’alphabet phonotypique pour représenter la consonne fricative pharyngale voisée [ʕ] utilisée en arabe.

### Palaeotype et alphabet romique
Dans la fin des années 1860, Alexander John Ellis utilise le o ouvert ‹ ɔ › comme symbole du Palaeotype, un alphabet phonétique développé pour la description phonétique de l’anglais au cours de son histoire, pour représenter la voyelle ouverte postérieure arrondie [ɒ]. Ellis aurait normalement voulu utiliser la petite capitale o ‹ ᴏ › mais celle-ci étant trop similaire à la lettre minuscule o ‹ o › déjà utilisée pour représenter une voyelle moyenne postérieure arrondie [o̞], il préfère alors utiliser un c culbuté pour cette voyelle o ouverte.
En 1877, Henry Sweet utilise le o ouvert ‹ ɔ › pour représenter une voyelle mi-ouverte postérieure arrondie [ɔ] et le o ouvert italique ‹ ɔ › pour représenter une voyelle ouverte postérieure arrondie [ɒ].

### Alphabet phonétique international

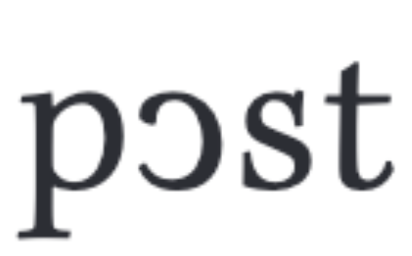
La transcription [pɔst] dans le Duden 2015, vol. 6, avec un ɔ avec une forme de c réfléchi au lieu de c culbuté.

Dans l’alphabet phonétique international, le ɔ minuscule transcrit une voyelle mi-ouverte postérieure arrondie [ɔ] (ou une voyelle ouverte postérieure arrondie [ɒ]). Cet usage est emprunté à l’alphabet romique d’Henry Sweet. À partir de 1908, le symbole alpha culbuté ‹ ɒ › peut être utilisé pour distinguer la voyelle ouverte postérieure arrondie [ɒ].

### Langues africaines
Plusieurs orthographes de langues africaines basés sur l’Alphabet international africain ou l’Alphabet africain de référence utilisent le Ɔ et ɔ pour transcrire une voyelle moyenne inférieure postérieure arrondie. Cette lettre est reprise dans l’Alphabet général des langues camerounaises, l’Alphabet des langues nationales du Bénin, l’Alphabet scientifique des langues du Gabon, l’orthographe standardisée du Congo-Kinshasa, l’Alphabet national guinéen, l’Alphabet national tchadien, l’Alphabet des langues nationales du Mali et l’Orthographe pratique des langues ivoiriennes.

### Langues mayas
Le c culbuté a été utilisé pour transcrire la consonne affriquée alvéolaire sourde [t͡sʼ] dans l’écriture des langues mayas du XVIIe au XXe siècle.

### Langues scandinaves

Le symbole explicatif ‹ ɔ: › dans un dictionnaire dano-norvégien d’Ivar Aasen publié en 1873.

En danois, norvégien, suédois et anciennement islandais, ‹ ɔ: › (le c culbuté et le deux-points) ou ‹ ɔ › (le c culbuté) est utilisé comme symbole explicatif (forklaringstegn en danois et norvégien, förklaringstecken en suédois) indiquant une note explicative.

### Allemand

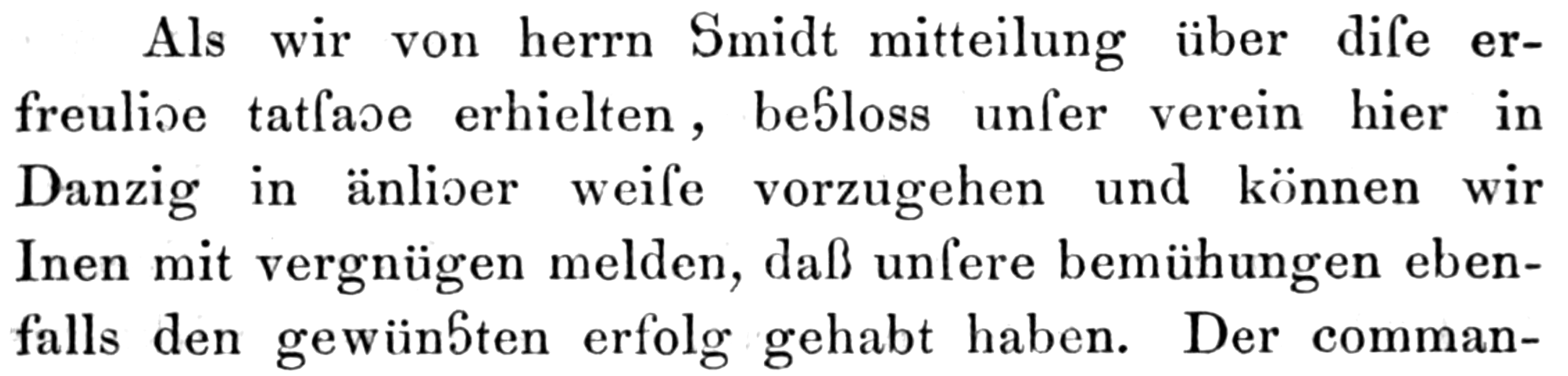
Texte avec la lettre ch ‹ ɔ › et la lettre sch dans le Zeitschrift für Stenographie und Orthographie, volume 10, 1862.

En allemand, ‹ Ɔ, ɔ › a été proposé au XIXe siècle comme lettre pour remplacer le digraphe ‹ ch ›, représentant une consonne fricative uvulaire sourde [χ] ou une consonne fricative palatale sourde [ç], notamment dans l’orthographe de Karl Jakobi ou dans l’orthographe de Gustav Michaelis (de),,.

## Diacritiques
Dans certaines langues, cette lettre peut être munie de diacritiques :
- Ɔ́ ɔ́ : accent aigu (indiquant un ton)
- Ɔ̀ ɔ̀ : accent grave (indiquant un ton)
- Ɔ̂ ɔ̂ : accent circonflexe (indiquant un ton)
- Ɔ̌ ɔ̌ : accent antiflexe (indiquant un ton)
- Ɔ̧ ɔ̧ : cédille (indiquant la nasalisation)
- Ɔ̧́ ɔ̧́ : accent aigu et cédille
- Ɔ̧̀ ɔ̧̀ : accent grave et cédille
- Ɔ̧̂ ɔ̧̂ : accent circonflexe et cédille
- Ɔ̧̌ ɔ̧̌ : caron et cédille
- Ɔ̨ ɔ̨ : ogonek
- Ɔ̃ ɔ̃ : tilde (indiquant la nasalisation)
- Ɔ̈ ɔ̈ : tréma (dinka)
- Ɔ̄ ɔ̄ : macron (bangolan)
- Ɔ̱ ɔ̱ : macron souscrit

## Variantes et formes
Le O ouvert a différentes formes.
| Majuscule | Minuscule | Description                                                                                 |
| --------- | --------- | ------------------------------------------------------------------------------------------- |
|           |           | Formes les plus fréquentes, basées sur un C tourné.                                         |
|           |           | Forme basées sur un C réfléchi (voir Ↄ pour la lettre claudienne ou la lettre abréviative). |

## Représentation informatique
Cette lettre possède les représentations Unicode suivantes :
| formes    | représentations | chaînes de caractères | points de code | descriptions                           |
| --------- | --------------- | --------------------- | -------------- | -------------------------------------- |
| capitale  | Ɔ               | Ɔ                     | U+0186         | lettre majuscule latine o ouvert       |
| minuscule | ɔ               | ɔ                     | U+0254         | lettre minuscule latine o ouvert       |
| exposant  | ᵓ               | ᵓ                     | U+1D53         | lettre modificative minuscule o ouvert |